# Garrett (minissérie)
Garrett é uma mini-série de televisão transmitida pela RTP1 em 2000 que retrata a vida de Almeida Garrett. Foi realizada por Francisco Manso, com argumento de António Torrado e protagonzida por Carlos Oliveira, no papel de Garrett.

## Elenco
- Carlos Oliveira - Almeida Garrett[1]
- José Wilker - Ministro António deter me="pub" />
- Gonçalo Pimentel - Gala Lobo
- Eunice Muñoz - Brígida[1]
- Sofia Sá da Bandeira - Duquesa de Palmela[1]
- Carlos César - D. João VI
- Jonas Bloch - Ministro Dumond
- Zezé Mota - Rosa Lima[1]
- Carla Maciel - Maria Kruz
- Mário Moutinho - Sargeant
- José Eduardo - Deputado
- Margarida Cardeal - Amiga de Rosa
- Carla Chambel - Tomásia
- João Mota - Duque de Palmela[1]
- Júlio Cardoso - Cónego[1]
- Luís Alberto - Bispo Alexandre
- António Reis - Padre Joaquim[1]
- António Capelo - Passos Manuel[1]

## Ligação externa
- Série no IMDB